# Gruemirë
Gruemirë là một xã trong quận Malesia e Madhe thuộc hạt Shkodër, Albania. Dân số năm 2005 là 9832 người.